# Muhammad Hamidullah
Muhammad Hamidullah (in urdu محمد حمید اللہ‎?, pronuncia: Muḥammad Ḥamīdullāh;; Altopiano del Deccan, 18 febbraio 1908 – Jacksonville, 17 dicembre 2002) è stato un teologo indiano di fede musulmana, noto per i suoi studi sul diritto islamico e per aver redatto svariati articoli e scritto diversi libri riguardo alla cultura islamica rivolti, soprattutto, ad un pubblico occidentale.

## Biografia
Hamidullah nacque a Deccan, nell'india britannica, nell'allora stato di Hyderabad. Ottavo e ultimo figlio di una famiglia di studiosi di origini Nawayath.
Dopo aver conseguito un master in scienza delle religioni all'università di Osmania, si trasferì in Germania dove conseguì il dottorato in filosofia all'università di Bonn dove svolse anche l'attività di insegnante. Trasferitosi nuovamente, questa volta in Francia, consegue il suo secondo dottorato alla Sorbonne Université di Parigi. Tornato nella sua città natale, gli viene assegnata una cattedra di diritto internazionale all'università di Osmania.
Nel 1948, il Nizam fece entrare Hamidullah in una delegazione inviata a Londra e alle Nazioni Unite, nella speranza di trovare supporto politico per far fronte all'annessione dello stato di Hyderabad da parte del governo indiano. Si trasferì, poco dopo, in Pakistan dove venne richiesta la sua assistenza per la stesura della costituzione del paese, appena scisso dall'india. Nel 1985,  divenne cittadino onorario con il titolo di Hilal-i-Imtiaz.
Dopo aver perduto la sua cittadinanza a causa dell'annessione dello stato di Hyderabad all'India, Hamidullah si trasferì definitivamente in Francia con il titolo di "rifugiato di Hyderabad". Risiedette per il resto della sua vita a Parigi.
Morì per cause naturali nel 2002 a Jacksonville, in Florida. Non si sposò mai e non ebbe figli.

## Opere
Hamidullah è riconosciuto soprattutto per i suoi contributi relativi al diritto islamico, in particolare per le sue ricerche sulla storia degli hadith. Il suo contributo più significativo è, con molta probabilità, il ritrovamento a Damasco di un manoscritto di Sahifa Hammam bin Munabbah, opera perduta di fondamentale importanza per la lettura e la comprensione degli hadith. Fu inoltre il primo studioso musulmano ad effettuare una traduzione completa del Corano in francese. Una delle sue opere più importanti riguarda la biografia del profeta Maometto, pubblicata anch'essa in lingua francese.
Effettuò, inoltre, traduzioni in svariate altre lingue straniere. Egli stesso affermò di conoscere circa 22 lingue, tra le quali figurano: l'Urdu (sua madre lingua), il persiano, l'arabo, il francese, l'inglese, il tedesco, l'italiano, il turco, il greco e il russo. All'età di 84 anni iniziò anche a studiare il thailandese.